# Вооружённые силы Чили
Вооружённые силы Чили (исп. Fuerzas Armadas de Chile) — совокупность войск Республики Чили, предназначенная для защиты свободы, независимости и территориальной целостности государства. Состоят из Сухопутных войск, Военно-морских сил и Военно-воздушных сил. В 2015 году военный бюджет был 7,66 млрд долл.

## История
В 1900 году был принят закон, в соответствии с которым комплектование вооружённых сил личным составом осуществляется по призыву. В начале XX века вооружённые силы включали в себя армию численностью 17 835 человек (десять пехотных и восемь кавалерийских полков, 1 полк конной артиллерии, 5 полков горной артиллерии, 2 полка береговой артиллерии и 5 батальонов инженерных войск) и флот (4008 офицеров и матросов и 31 корабль).
В сентябре 1947 года в Рио-де-Жанейро был подписан Межамериканский договор о взаимной помощи, к которому присоединилось Чили.

## Современное состояние
Комплектование - по призыву. Срок службы в армии и ВВС 12 месяцев, в ВМС — 18 месяцев.
По состоянию на начало 2022 года, общая численность вооружённых сил составляла 77,2 тыс. человек.
- армия (включает в себя сухопутные войска и армейскую авиацию): 46,35 тыс. человек, 246 основных боевых танков, 191 боевая машина пехоты, 4 БМР, 9 инженерных машин разминирования, 35 БРЭМ, 16 мостоукладчиков, 1407 орудий полевой артиллерии, 12 шт. 160-мм РСЗО LAR-160, 1097 миномётов и др.[3].
- военно-воздушные силы: 11,05 тыс. человек[3]
- военно-морские силы (включают в себя флот, авиацию ВМС и морскую пехоту): 19,8 тыс. человек[3]

Личный состав вооружённых сил Чили принимает ограниченное участие в миротворческих операциях ООН (потери Чили во всех операциях ООН с участием страны составили 6 человек погибшими).